# シャトル外交
シャトル外交（シャトルがいこう、shuttle diplomacy）とは、紛争の当事者同士が直接接触することなく、第三者が双方の当事者の仲介役を務めることを指す外交上の用語である。「シャトル」とは飛行機や列車、バスなどの（特に短距離の）定期往復便のことであり、仲介者がシャトル便のように双方の当事者の間を行ったり来たりすることからこの名が付いた。
1973年の第四次中東戦争停戦の後、アメリカ合衆国国務長官のヘンリー・キッシンジャーがアラブとイスラエルの調停のために双方の国を頻繁に訪問していたことを指すのに使われたのが最初である。
紛争の当事者の片方または双方が、相手側の承認を拒否している場合に、しばしばシャトル外交が行われる。また、斡旋の場合にもこの言葉が用いられる。
なお、日本語において「シャトル外交」という言葉は、本項の意味とは異なり「二国間の首脳同士の相互の往来」の意味でも使用される。日本と韓国の首脳が年1回相互訪問を行う日韓シャトル外交はこの意味で用いられており、日韓関係の文脈では単に「シャトル外交」と呼ばれることがある。

## 例
「シャトル外交」という言葉が生まれる以前から、似たような行為は行われていた。1919年のパリ講和会議において、イタリアが1915年のロンドン条約で約束された民族統一主義に基づく領土主張（いわゆる未回収のイタリア）が認められないことに抗議して会議から脱退した。アメリカ代表団のエドワード・M・ハウスは、イタリアと、領土主張の相手国であるユーゴスラビアとの対立を解決するため、別の部屋にいる両国の代表団と話し合って、両国の妥協案を仲介しようと試みた。ハウスによる仲介は失敗に終わった。要求を通せなかったイタリアのヴィットーリオ・エマヌエーレ・オルランド首相は退陣し、ガブリエーレ・ダンヌンツィオらがフューメを占領した。
キッシンジャーは、ニクソン政権とフォード政権の間（1969年から1977年まで）、中東においてシャトル外交を展開した。それにより、1975年のシナイ暫定協定や1974年のゴラン高原に関するイスラエルとシリアの取り決めが実現した。この言葉は、キッシンジャーが国務長官を務めている間に広まった。
トルコは、イスラエルとイスラム諸国との間でのシャトル外交を行ってきた。トルコはイスラム世界におけるイスラエルの最も近い同盟国であり、イスラム教徒が国民の大多数を占めることからイスラム諸国（特にトルコとイスラエルの両方に接するシリア）はトルコには快く従った。2008年のロシアとジョージアの戦争でも、トルコが仲介を行った。
アメリカ国務長官アレクサンダー・ヘイグは、1982年のフォークランド紛争におけるイギリスとアルゼンチンの仲介のためにシャトル外交を行った。
フランス大統領エマニュエル・マクロンは、ロシアとウクライナの間でシャトル外交を行ったが、2022年ロシアのウクライナ侵攻を防ぐことはできなかった。